# Laspuña
Laspuña è un comune spagnolo di 291 abitanti situato nella comunità autonoma dell'Aragona.

Fa parte della comarca del Sobrarbe.